# Cinderella Castle
Het Cinderella Castle (Nederlands: Het kasteel van Assepoester) is een kasteel in het Magic Kingdom, gelegen in het Walt Disney World Resort, Orlando, dat fungeert als symbool en centraal punt voor het park. Ook is er een versie van het kasteel in Tokyo Disneyland, dat eigenlijk een kopie is van dat uit het Magic Kingdom. De Cinderella Castles waren voor de opening van Shanghai Disneyland de grootste kastelen van alle Disney-parken.

## Inspiratie
Het kasteel is geïnspireerd door fictieve en bestaande kastelen, zoals dat in Fontainebleau, Versailles, Chenonceau, Chambord, Chaumont-sur-Loire en ook het Slot Neuschwanstein in Beieren en het Alcazar van Segovia in Castilië en León. De hoofdontwerper van het Cinderella Castle, Herbert Ryman, gebruikte ook het ontwerp van het kasteel van de film Assepoester (Engels: Cinderella) als referentie voor het ontwerp van het echte kasteel. Herbert Ryman, die ook al het Sleeping Beauty Castle van Disneyland Park ontwierp, gebruikte zijn kennis die hij had opgedaan bij het Sleeping Beauty Castle voor het ontwerpen van het Cinderella Castle.

## Constructie

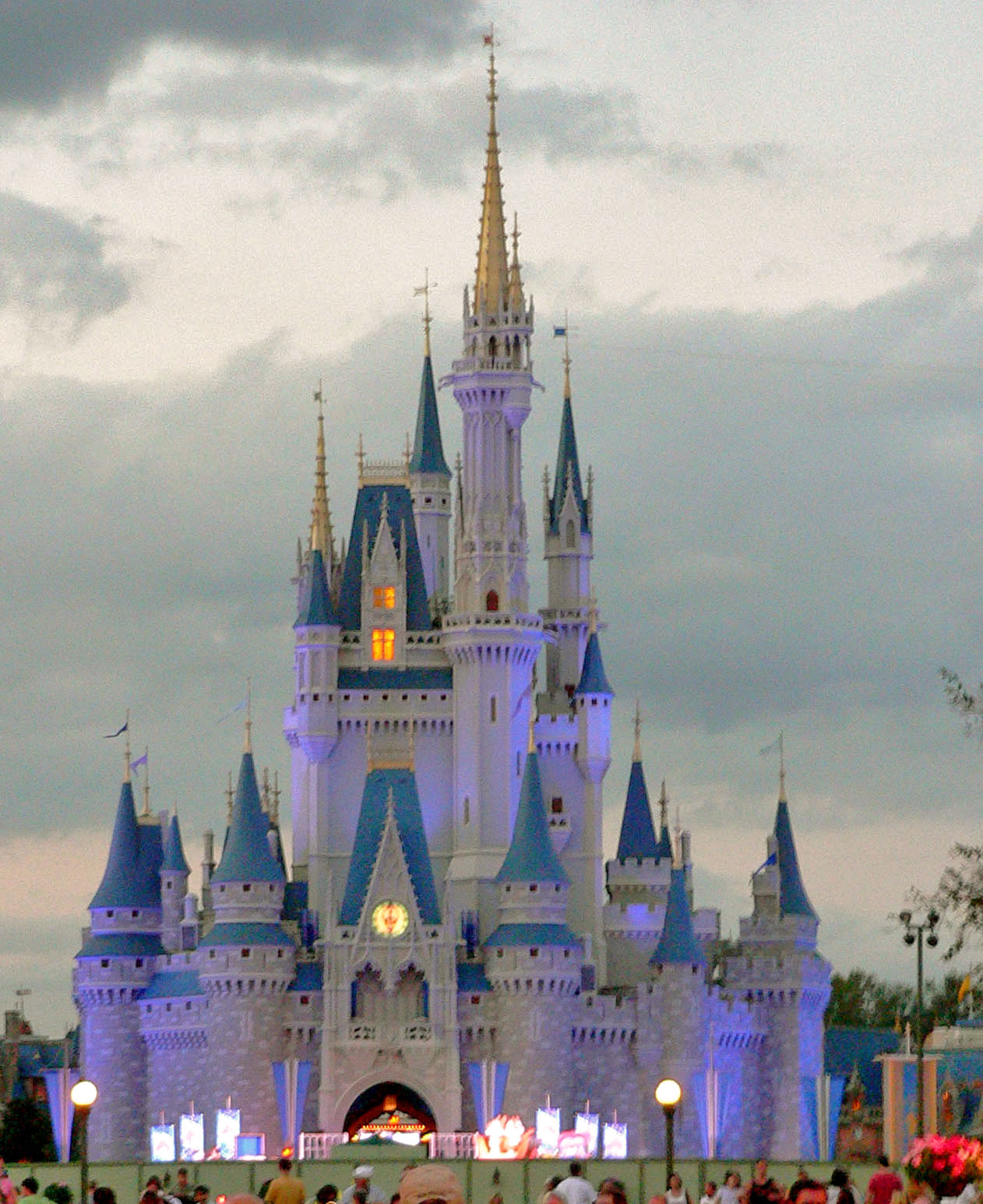
De versie in het Magic Kingdom met avondverlichting

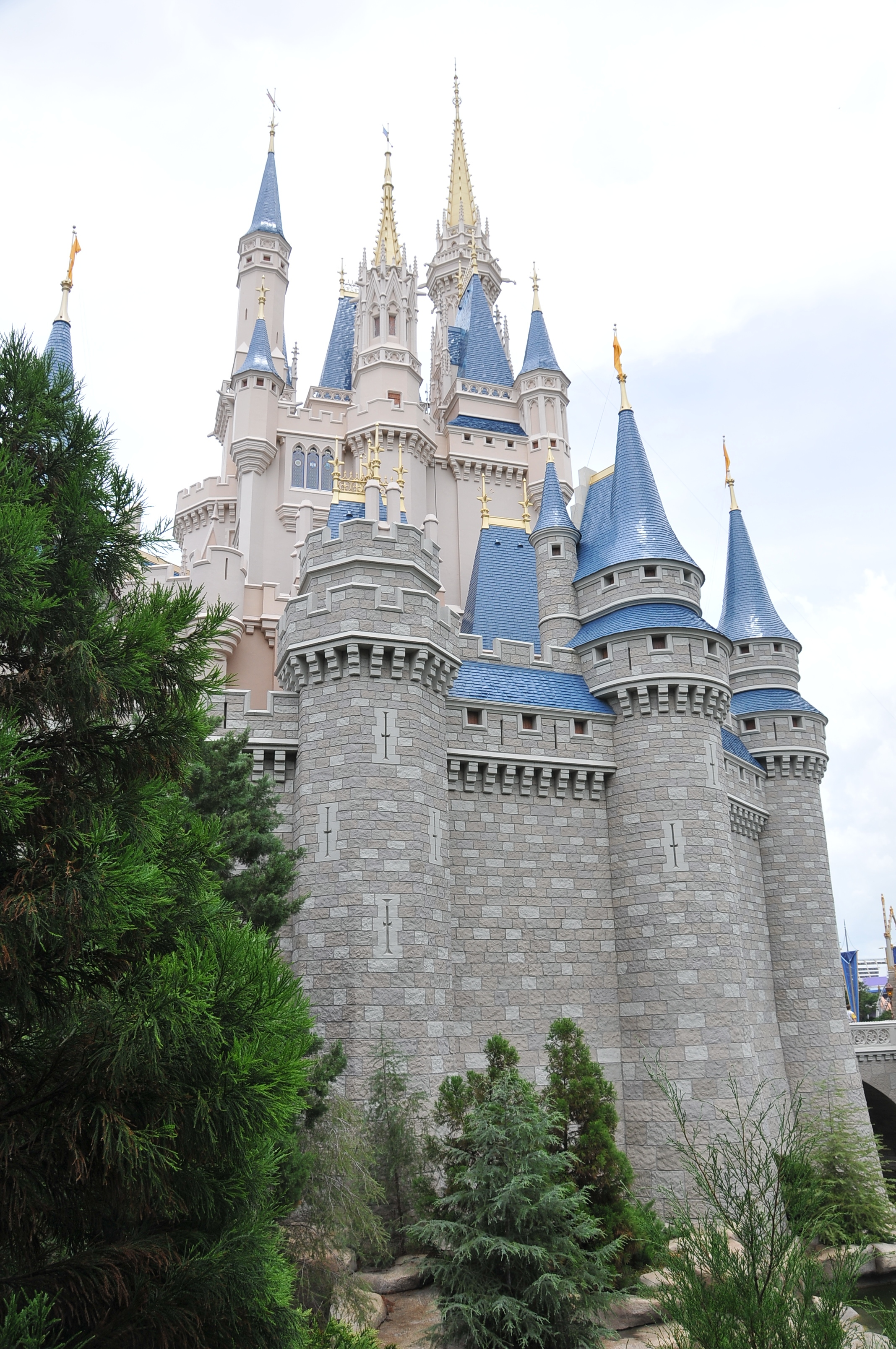
Het linkerzijaanzicht van de versie in het Magic Kingdom

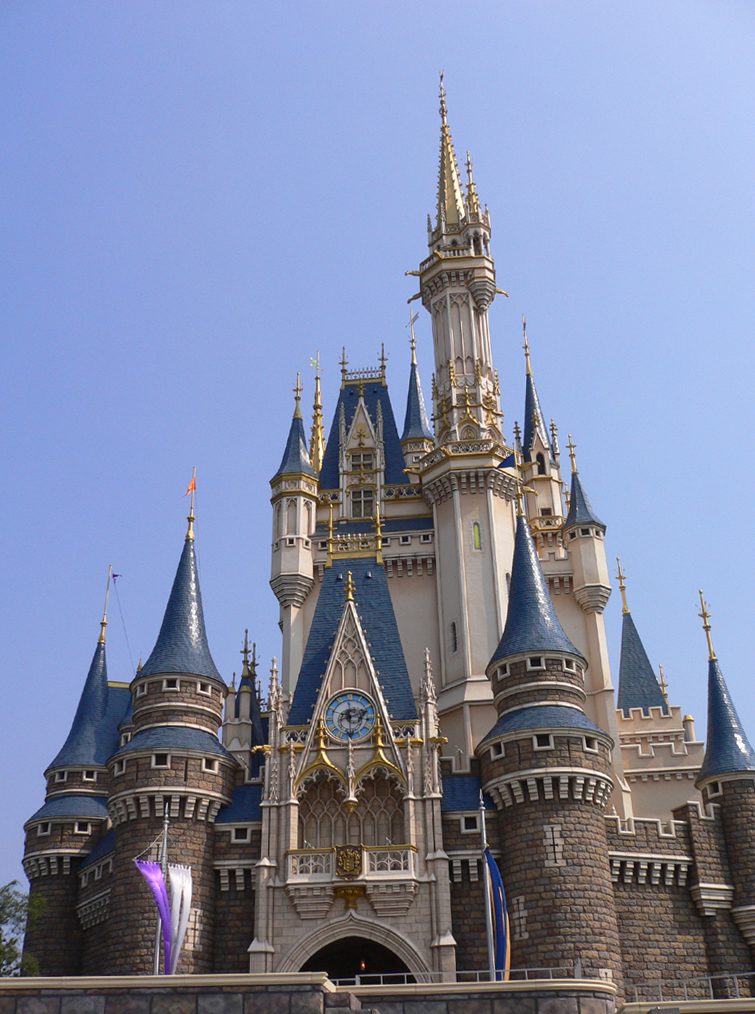
De versie in Tokyo Disneyland

### Magic Kingdom
Cinderella Castle werd opgeleverd in juli 1971, na 18 maanden constructie. De top was toen bijna 58 meter hoog, wat 2 keer groter was dan het Sleeping Beauty Castle in Anaheim. Echter werden er ook nog optische truucjes gebruikt om het kasteel nog hoger te laten lijken. Zo zijn de verhoudingen boven in het kasteel kleiner dan die op de grond. Het kleurenschema bestaat volledig uit witte en grijze stenen, met glinsterende blauwe daken. De pieken van de kleine torentjes bevatten echt goud, of bladgoud. De buitenkant misleidt ons echter: het kasteel is niet gemaakt van bakstenen. De structuur van het kasteel is gerealiseerd met 600 ton staal. Hier rond om heen werden 250 mm dikke platen van gewapend beton geplaatst om het de vorm van het kasteel te geven. Op deze betonnen platen ligt een harde glasvezel laag. Ook werd er veel gebruikgemaakt van hoogwaardig plastic. De kleine torentjes werden apart gemaakt en nadien met een grote kraan erop gezet en aan het stalen frame gelast. Alsnog werd er extra metselwerk gedaan, om voegen te vermijden. Het kasteel is sterk genoeg om orkanen te weerstaan, die veel voorkomen in het gebied van Florida. Men ontwierp het zo stevig dat het winden van 175 km/h probleemloos kan weerstaan.
In totaal zijn er 27 torentjes te bewonderen. Oorspronkelijk waren er 29 gepland, maar 2 werden uit het ontwerp gehaald, omdat ze van nergens af gezien konden worden. Ook was er oorspronkelijk een grote slaapkamer gepland voor de Disney-familie en genodigden, maar omdat Walt Disney 5 jaar vóór het voltooien van het park stierf, werd dit project nooit afgewerkt en bouwde men het om naar een kantoor. Er bevinden zich 3 liften in het kasteel: één waarmee men Cinderella's Royal Table kan betreden, een exclusief restaurant, een voor het personeel van het restaurant en een derde voor overige voorzieningen en de slaapkamer van Disney.
Het kasteel is omringd door een gracht, die ongeveer 12 760 000 L water bevat. Het wordt overbrugd door een brug die niet opgehaald kan worden - in tegenstelling tot die van het Sleeping Beauty Castle in Anaheim.
Het kasteel werd ontworpen zodat het van overal gezien kon worden, vooral van het meer dat voor het park ligt, Seven Seas Lagoon, waar men ook de ferry of de monorail kan nemen voor naar het park te gaan.
In 2006 werd het kasteel een nieuwe verfbeurt gegeven. Het kleurenpatroon werd licht gewijzigd.

### Tokyo Disneyland
Veel mensen zijn van mening dat deze versie van Cinderella's Castle een kopie is van de versie in het Magic Kingdom, hoewel men met een populaire walk-trough, genaamd Cinderella's Castle Mystery Tour, kon ontdekken dat er toch verschillen waren tussen deze versie en die in het Magic Kingdom.
In juni 2006 werd het kasteel herschilderd en werd het kleurenschema dermate gewijzigd dat het een ander patroon had dan dat in het Magic Kingdom.

## Interieur

### Mozaïek
In de doorgang onder het kasteel zijn er enkele mozaïeken te bewonderen. Ze zijn steeds 4,6 bij 3,0 m. Het duurde 22 maanden om ze af te werken, en bevatten 300.000 stukjes Italiaans glas, met meer dan 500 kleuren. Ook bevatten de titels 14 karaat goud (58% zuiver).

### Boetiek
In de doorgang is er een kleine souvenirwinkel te vinden, de Bibbidi Bobbidi Boutique. Deze heeft zich hier in 2007 genesteld. Vroeger was de winkel te vinden in Downtown Disney. Bezoekers kunnen er door middel van kleding en accessoires 'omgetoverd' worden naar prinsessen.
Vroeger was er een cadeauwinkel te vinden in de versie in het Magic Kingdom, The King's Gallery, die bij de komst van de Bibbidi Bobbidi Boutique verhuisd is naar Main Street, U.S.A..

### Cinderella Castle Suite
In de hogere delen van het kasteel in het Magic Kingdom is er een suite te vinden, de Cinderella Castle Suite, die oorspronkelijk bedoeld was als appartement voor de Disney-familie. Echter, toen Walt Disney in 1966 stierf, werd het appartement onafgewerkt gelaten en tijdelijk veranderd in enkele kantoren. Een overnachting kon gewonnen worden in het Year of a Million Dreams-evenement, waarbij een medewerker van het park aan een willekeurige familie, die het park bezocht, een overnachting cadeau gaf.
Ook is er een balkon, waarbij grote delen van het park bekeken kunnen worden. Vanaf dit balkon maakt Tinkelbel haar dagelijkse entree bij het avondvuurwerk.

### Cinderella's Royal Table
Het restaurant Cinderella's Royal Table, dat vroeger door het leven ging als King Stefan's Banquet Hall, verschuilt zich in het kasteel, op de 2e etage. Het restaurant is gethematiseerd naar de middeleeuwen en bevat veel glas-in-loodramen. In het restaurant hangen ook enkele wapenschilden waarop de namen worden geëerd van verschillende Disney Legendes, waaronder Roy O. Disney, Diane Miller en Marty Sklar.
Dit restaurant is tevens de locatie van het Once Upon a Time-ontbijt, waarmee men met de Disney-karakters kan ontbijten en op de foto kan gaan.